# Gabumon
Gabumon (ガブモン?) è un Digimon di livello intermedio del media franchise giapponese Digimon, che comprende anime, manga, giocattoli, videogiochi, carte collezionabili ed altri media.
"Gabumon" è il nome che condividono tutti i membri di questa particolare specie Digimon. Ci sono numerosi Gabumon diversi che appaiono in varie serie anime e manga di Digimon.
L'apparizione più conosciuta di Gabumon è quella nell'anime Digimon Adventure come Digimon partner di Matt Ishida.
Il Gabumon di Digimon Adventure appare anche nella serie sequel Digimon Adventure 02 e in tutti i film relativi ad Adventure e Adventure 02. Compare inoltre in Digimon Adventure tri..
Gabumon è doppiato in giapponese da Mayumi Yamaguchi e in italiano da Luigi Ferraro.

## Aspetto e caratteristiche
Il nome "Gabumon" deriva parzialmente da "Gabu", diminutivo di "Gabu Kashira", una bambola che, al tirare di una cordicella, cambia volto e si trasforma da timida fanciulla a mostro cornuto, e dal suffisso "-mon" (abbreviazione di "monster") che tutti i Digimon hanno alla fine del loro nome. Gabumon significa quindi letteralmente "mostro simile ad una Gabu Kashira".
Gabumon è un Digimon simile ad un lupo dalla pelle gialla alto circa 75 centimetri. Ha un corno sulla testa della lunghezza di 25 centimetri all'incirca ed una coda che normalmente è tenuta in posizione semi-eretta. La coda presenta dei bozzi di spazio regolare sulla sua punta, mentre la schiena del Digimon è coperta da una pelle di pelliccia blu, simile a quella di un cane, di un Garurumon giovane. Durante la serie è stato dimostrato che Gabumon può rimuovere la sua pelliccia, come nell'episodio "Il cuore caldo di Frigimon", in cui lui e Matt sono soli in una caverna. Gabumon, per riscaldare Matt che era andato incontro precedentemente all'ipotermia, si toglie di dosso la pelle e copre Matt con essa. La pancia di Gabumon è di color blu cielo, con motivi rosa simmetrici su di essa. Gli occhi di Gabumon sono rossi e (anche se è sempre coperto) il suo muso è simile a quello di una lucertola.
Il corno di Gabumon passa attraverso una fenditura nella parte alta della pelle di Garurumon che si trova sulla sua testa. Attaccati alla pelle ci sono anche quattro denti per ogni lato del muso e tre artigli alla fine di ogni arto. Una sorta di maniglia è presente nella parte terminale di ogni zampa; le mani di Gabumon sono solitamente aggrappate ad esse per tenere la pelle ferma al suo posto. La presenza visibile di queste "maniglie" è incostante durante la serie, ma le mani di Gabumon sono quasi sempre disegnate come racchiuse intorno a qualcosa.

## Apparizioni
Gabumon incontra Matt per la prima volta nella forma di Tsunomon. I due si incontrano appena Matt giunge a Digiworld. Tsunomon presto digievolve in Gabumon per proteggere Matt da un Kuwagamon che attacca il gruppo e da quel momento questa diventa la sua forma preferita. Gabumon successivamente digievolve in numerose altre forme, di forza crescente.
Gabumon ha un atteggiamento dolce e sostanzialmente rilassato nei confronti della vita. È anche abbastanza timido, tanto che, quando deve rimuovere la sua pelle in "Il cuore caldo di Frigimon" per tenere caldo Matt che era andato incontro all'ipotermia, si guarda intorno per accertarsi che non ci sia nessuno. Segue fedelmente Matt, anche quando questi viene ingannato da Cherrymon e spinto a combattere contro Tai, a detta del Digimon "il suo eterno rivale". Alla fine, Gabumon riesce a convincere il suo partner a riunirsi agli altri Digiprescelti, dopo avergli promesso che loro due saranno "amici per la vita".
Gabumon appare nuovamente nella stagione sequel Adventure 02 per aiutare i nuovi Digiprescelti contro l'Imperatore Digimon. Successivamente Gabumon si reca nel mondo reale insieme agli altri Digimon partner della prima generazione per aiutare a combattere gli altri Digimon penetrati nel mondo reale. Gabumon gioca inoltre un ruolo molto importante nei film di Adventure, in cui lui ed Agumon si fondono insieme per diventare Omnimon e combattere il malvagio Diaboromon.
In Digimon Adventure tri., Gabumon fa la sua prima comparsa nel primo film intervenendo per primo in soccorso di Greymon nella battaglia contro tre Kuwagamon infetti. Successivamente, compare nel mondo reale Alphamon: l'unica speranza di batterlo è Omnimon. Gabumon digievolve tutti i livelli fino a MetalGarurumon, per dare vita, con WarGreymon, a Omnimon. Dopo una breve battaglia, Alphamon si ritira in una distorsione.

## Altre forme
Il nome "Gabumon" si riferisce solo alla forma di livello intermedio di questo Digimon. Durante la serie, Gabumon riesce a digievolvere in un certo numero di forme più potenti, ognuna con nome ed attacchi speciali diversi. Tuttavia, il livello intermedio è la sua forma di preferenza, nonché quella in cui passa la maggior parte del tempo, a causa della più alta quantità di energia richiesta per rimanere ad un livello più alto.

### Punimon
Punimon (プニモン?) è la forma al livello primario di Gabumon. Punimon è un blob rosso liscio con tre corna cilindriche sulla testa. La sua bocca non è visibile (tranne quando è triste o felice) ed i suoi occhi sono ellittici. Il nome "Punimon" viene dalla parola giapponese "punipuni", che significa "elastico". "Punimon" quindi significa "mostro elastico".
Appare una volta in Adventure durante un flashback di quando le Digiuova dei Digimon partner si schiusero sull'Isola di File nell'episodio "WarGreymon contro MetalGarurumon".

### Tsunomon
Tsunomon (ツノモン?) è la forma al livello primo stadio di Gabumon. È un Digimon rotondo con un corno metallico tagliente sulla sua testa. Ha pelo arancione, occhi arancioni ed un muso sinuoso a forma di W. Il suo nome viene dalla parola giapponese "tsuno", che significa "corno". "Tsunomon" quindi significa "mostro con un corno".
Il partner di Matt Ishida appare per la prima volta nell'episodio "Vacanze estive" nella forma di Tsunomon. Tsunomon digievolve successivamente in Gabumon durante il combattimento contro il primo avversario dei Digiprescelti, Kuwagamon. Da quel momento in poi, Gabumon regredisce in Tsunomon solo dopo essere de-digievoluto da Were Garurumon o MetalGarurumon.

### Garurumon
Garurumon (ガルルモン?) è un grosso animale simile ad un lupo con pelliccia bianca e strisce blu su di essa. Nel terzo episodio di Adventure, "Una notte indimenticabile", Tentomon spiega che il mantello di Garurumon è resistente quanto il leggendario metallo mithril. È la forma al livello campione di Gabumon. Gabumon digievolve in Garurumon per la prima volta nel succitato episodio "Una notte indimenticabile" per proteggere Matt da un Seadramon. Appare svariate volte durante la saga dell'Isola di File per aiutare nei combattimenti contro Andromon, Mojyamon e, successivamente, Devimon. Il suo nome viene dalla parola giapponese "garuru", un'onomatopea per indicare il suono di un ruggito. "Garurumon" quindi significa "mostro che ruggisce".
Garurumon torna in Adventure 02 in un combattimento per liberare Agumon dal controllo dell'Imperatore Digimon. Appare anche durante il periodo in cui il mondo reale viene invaso dai Digimon. Garurumon combatte contro i Digimon che rovinano il concerto di Natale di Matt e contro quelli apparsi successivamente in Messico.

### WereGarurumon
WereGarurumon (ワーガルルモン?, WāGarurumon) è la Digievoluzione al livello evoluto di Gabumon. Il suo aspetto ed il suo nome si basano su quello dei lupi mannari (werewolf). Al contrario di Garurumon, WereGarurumon è in grado di stare eretto su due zampe ed ha una struttura antropomorfica. Indossa una cintura intorno alla vita che arriva fino alla parte superiore del suo corpo e si collega ai suoi blue jeans. Un "guanto" copre un braccio, mentre un tirapugni artigliato ricopre una delle due mani. WereGarurumon indossa inoltre orecchini e presenta bendaggi su varie parti del suo corpo. Contrariamente alla maggior parte dei Digimon, è in realtà più piccolo della sua forma precedente.
Gabumon raggiunge questa forma in "Un grande amico", quando Matt e Joe sono costretti a lavorare ad un ristorante Digimon dopo essere caduti in un tranello di DemiDevimon. Quando Matt decide di andarsene, il padrone del ristorante, Digitamamon, attacca improvvisamente TK poco dopo che quest'ultimo aveva raggiunto il fratello insieme a Tai. Joe salva quindi TK, mettendo la sua stessa vita in pericolo, cosa che permette a Matt di capire quanto abbia bisogno dei suoi amici. Ciò fa brillare la sua Digipietra e permette a Garurumon di superdigievolvere WereGarurumon e sconfiggere Digitamamon. WereGarurumon appare nuovamente in alcune battaglie per aiutare nel confronto contro Myotismon.
WereGarurumon appare l'ultima volta in Adventure 02, quando il Supremo Azulongmon conferisce il potere di uno dei suoi dodici Digicuori Iridescenti ai Digimon dei Digiprescelti. Ciò permette a Gabumon di raggiungere nuovamente la sua forma di livello evoluto. WereGarurumon, insieme a Stingmon, si reca in Messico durante la crisi mondiale riguardante i Digimon per aiutare i Digiprescelti dell'America Latina con i Digimon emersi nel paese.

### MetalGarurumon
MetalGarurumon (メタルガルルモン?, MetaruGarurumon) è la forma al livello mega di Gabumon. Il suo corpo è completamente meccanizzato, da cui il prefisso "Metal" al suo nome, e ricorda in parte quello di Garurumon. Il suo ventre è blu cielo con gli stessi simmetrici motivi rosa presenti sul ventre di Gabumon. La sua coda presenta una singolare somiglianza con il corno di Gabumon, con una lama curva attaccata alla sua estremità. Ha un paio d'ali composte di luce sul lanciamissili presente sulla sua schiena. Possiede armi nascoste nella schiena, nei piedi, nelle gambe, nelle spalle, nello stomaco, negli occhi e nel muso. Nonostante sia meccanizzato, MetalGarurumon non ne risente rispetto alla sua precedente agilità, velocità e prontezza. È in grado di volare grazie alle ali. MetalGarurumon appare per la prima volta in "Pronti a tutto", quando VenomMyotismon terrorizza Tokyo. Angemon e Angewomon colpiscono Matt e Tai con le loro Frecce della Speranza e della Luce, come rivelava un'antica profezia. Ciò conferisce a Gabumon e Agumon il potere di digievolvere al livello mega. Agumon riceve il potere della megadigievoluzione dalla freccia della luce di Angewomon, Gabumon dalla freccia della speranza di Angemon. Insieme a WarGreymon (la forma mega di Agumon), MetalGarurumon riesce poi a distruggere il loro nemico. MetalGarurumon appare nuovamente durante la battaglia con i Padroni delle Tenebre. È lui, infatti, a distruggere Puppetmon, aiutando poi nelle battaglie contro Piedmon ed Apokarimon. MetalGarurumon appare anche in un flashback in Digimon Adventure 02. È un Digimon di livello mega estremamente potente. MetalGarurumon ed i suoi attacchi, inoltre, assomigliano molto al Digimon KendoGarurumon. Ciò nonostante, tra i due non c'è nessun collegamento apparente.

### Omnimon
Omnimon (オメガモン ?, Omegamon) è il Digimon di livello mega risultante quando WarGreymon e MetalGarurumon si fondono durante la DNA Digievoluzione. Anche se non raggiunge un livello più alto dei suoi Digimon componenti, Omnimon è più forte dei loro poteri individuali combinati. Il suo corpo è coperto interamente da un'armatura bianca adornata con segni neri, blu e gialli. Il suo braccio sinistro termina con la testa di WarGreymon, mentre quello destro con la testa di MetalGarurumon, cosa che gli conferisce due attacchi primari ("Spada Trascendente" e "Cannone Supremo"). Il mantello che indossa si estende oltre la larghezza del suo corpo.
Il nome "Omnimon" deriva dalla parola inglese "omni", abbreviazione di "omnipotent", che indica l'onnipotenza. "Omnimon" può quindi tradursi con "mostro onnipotente". Il suo nome giapponese, Omegamon, deriva dall'omega, l'ultima lettera dell'alfabeto greco.
La sua prima apparizione avviene nel secondo film di Digimon Adventure, Our War Game!. WarGreymon e MetalGarurumon provano infruttuosamente a sconfiggere Diaboromon, un Digimon che i due avevano seguito in Internet per impedirgli di consumarne tutti i dati. Quando Tai e Matt vengono accidentalmente trasportati nella rete, i due conferiscono la loro energia spirituale ai loro Digimon, così da farli vincere - da questo processo si origina Omnimon, che sconfigge Diaboromon.
Nel secondo film di Digimon Adventure 02, Diaboromon Strikes Back!, Omnimon si riforma quando i Digiprescelti scoprono che Diaboromon è sopravvissuto alla loro prima battaglia ed è tornato in Internet. Omnimon distrugge quindi ciò che pensava fosse Diaboromon, ma scopre che la battaglia in realtà nascondeva una trappola - Omnimon stava combattendo contro un'esca che alla fine si apre, rivelando l'enorme numero di Kuramon racchiusi in esso. Dopo aver creato il caos nel mondo reale, tutti i Kuramon digievolvono insieme generando Armageddemon, con cui Omnimon inizia a combattere; tuttavia quando il Digimon dei Digiprescelti usa il Cannone Supremo per aprire un foro nella fronte del Digimon, Armageddemon spara dei raggi laser dal foro appena apertosi che sconfiggono Omnimon. Il Digimon conferisce quindi la propria energia ad Imperialdramon Fighter Mode (versione più potente di Imperialdramon, il Digimon di livello mega formato dalla DNAdigievoluzione di Veemon e Wormmon), che distrugge una volta per tutte Armageddemon quando cambia assetto e diviene Imperialdramon Paladin Mode.
Omnimon compare nuovamente nel primo film della serie Digimon Adventure tri. per combattere contro Alphamon, che costringe alla ritirata. Nel quinto film fa la sua seconda apparizione mentre affronta contemporaneamente Alphamon, Jesmon e Raguelmon, che si stavano già affrontando tra loro, non riuscendo a sconfiggere nessuno dei tre dato che Jesmon riesce a sconfiggere Raguelmon. Nel sesto ed ultimo film fa la sua ultima apparizione mentre affronta Ordinemon insieme agli altri sei digimon nelle loro forme al livello mega, ricevendo infine energia dagli altri sei fondendosi con loro diventando così Omnimon Merciful Mode, sconfiggendo così Ordinemon.

## Character song
Gabumon ha una image song chiamata "Daijoubu" ("Va tutto bene"), nonché una seconda in coppia con Matt (Yuuto Kazama) chiamata "Oretachi no Melody" ("La nostra melodia"). In Digimon Adventure Tri. ne possiede una seconda, intitolata "Kimi ni Totte".

## Accoglienza
Laura Thornton di CBR ha classificato Matt e Gabumon come la migliore coppia della serie Adventure. Sage Ashford dello stesso sito ha classificato Gabumon come il decimo migliore Digimon di livello intermedio. Twinfinite ha classificato Gabumon come il miglior Digimon dei Digiprescelti originali. Megan Peters di Comic Book Resources ha considerato Omnimon come il terzo miglior Digimon partner mentre Gabumon il primo. Jeremy Gill di ReelRundown ha classificato MetalGarurumon come la quarta miglior Megadigievoluzione dei Digimon originali. Secondo WatchMojo, Omnimon Merciful Mode è il secondo Digimon più potente del franchise, MetalGarurumon è il quinto miglior Digimon di livello mega mentre Omnimon è il miglior Digimon nato da una fusione e il miglior Digimon in generale. Honey's Anime ha considerato Gabumon come il quinto personaggio più adorabile della serie. Ethan Supovitz di CBR ha classificato Gabumon come l'ottavo Digimon partner più forte dell'intero franchise. Anthony Mazzuca dello stesso sito ha considerato Gabumon come l'ottavo personaggio principale più forte.
In un sondaggio sulla popolarità di Digimon risalente al 2020, Omnimon è stato votato come il Digimon più popolare.
Gabumon è apparso anche in vari prodotti legati al merchandising tra cui il gioco di carte.